# Edmund Cedler
Edmund Cedler, ps. Dziadek, Bartos, Grzegorz (ur. 16 listopada 1878 we wsi Przyłubsko, zm. w czerwcu 1941 w KL Auschwitz) − polski działacz socjalistyczny i komunistyczny. Członek PPS i KPP.

## Życiorys
Urodził się 16 listopada 1878 w Przyłubsku, w rodzinie Aleksandra, małorolnego chłopa i Hilarii. Od młodości mieszkał na Zagłębiu Dąbrowskim, dokąd przeniósł się w poszukiwaniu pracy. Od 1905 był członkiem PPS. W 1908 z powodu swojej działalności został aresztowany przez władze austriackie i osadzony w więzieniu w Krakowie. Od 1918 członek KPRP/KPP, organizator struktur partyjnych w Zagłębiu. Brał również udział w działalności zagłębiowskiej Rady Delegatów Robotniczych (RDR) i Czerwonej Gwardii. Działał głównie w akcjach strajkowych i demonstracjach robotniczych w Sosnowcu. W latach 1926−1929 więziony w Będzinie, Rawiczu i Wronkach.
19 czerwca 1938 prezydent RP nadał mu Krzyż Niepodległości „za pracę w dziele odzyskania niepodległości”. W tym samym roku został osadzony w Berezie Kartuskiej. 9 lutego 1939 ogłoszono, że utracił on Krzyż Niepodległości z mocy zatwierdzonego przez prezydenta RP orzeczenia Sądu Honorowego.
W lipcu 1940 został aresztowany przez gestapo i wywieziony do obozu w Oświęcimiu. Zamordowany w 1941 w KL Auschwitz. Pozostawił czwórkę dzieci; jego starszy syn Edward, działacz KZMP zaginął bez wieści podczas okupacji.
Jego imieniem nazwano hutę w Sosnowcu i wiele ulic w miastach Zagłębia Dąbrowskiego.